# 新興里 (臺中市太平區)
新興里，是臺灣臺中市太平區所轄的里。面積0.4638平方公里，人口計有8457人。依順時針方向，與北屯區水景里，太平區新高里、新光里、新福里相鄰。

## 里名由來
源自原「新光村」（今新光里）之「新」字與境內主要廟宇「振興宮」之「興」字的結合。

## 歷史沿革
新興里民國初屬新光村（後於民國85年（1996年）8月1日改制為新光里）管轄。民國94年（2005年）8月，行政區再次調整，劃新光里北部置新興里。